# 赛恩斯费尔德
赛恩斯费尔德是德国莱茵兰-普法尔茨州的一个市镇。总面积6.70平方公里，总人口156人，其中男性82人，女性74人（2011年12月31日），人口密度23人/平方公里。